# 尉眷
尉 眷（うつ けん、生年不詳 - 463年）は、北魏の軍人。本貫は代郡。

## 経歴
尉諾の長男として生まれた。明元帝のとき、執事左右をつとめ、太官令となった。ときに侍臣の受斤が逃亡して柔然に入ったため、尉眷は命を受けてこれを追い、柔然の可汗庭に入った。柔然可汗の大檀がその理由を糾問すると、尉眷は受斤が刑を逃れて亡命した事情を説明し、大檀の前で受斤を捕らえてみせた。帰国すると、司衛監に転じた。422年（泰常7年）、明元帝が幽州に幸すると、尉眷は命を受けて泰平王拓跋燾を補佐し、留守をつとめた。明元帝が河南に遠征すると、尉眷は高車の騎兵を率いて宋軍と戦って、敵に恐れられた。423年（泰常8年）、拓跋燾（太武帝）が即位すると、尉眷は劉庫仁ら8人とともに4部を分統した。山桑侯の爵位を受け、陳兵将軍の号を加えられた。
さらに安北将軍となり、北の国境に駐屯した。424年（始光元年）、柔然の大檀が雲中に侵攻してくると、尉眷は平陽王長孫翰の下で柔然の別帥の阿伏干を祚山で討った。軍を率いて歌刪山に進み、柔然の別帥の便度の弟の庫仁直を討った。さらに北進すると、柔然の部帥の莫孤が高車の5000騎を率いて迎撃してきたが、尉眷はこれを撃破した。425年（始光2年）、再び柔然を討ち、長孫道生らとともに白漠と黒漠のあいだを進軍して、柔然の東部を撃破して、凱旋した。427年（始光4年）、夏の赫連昌に対する征戦に従軍し、南道から上邽の赫連昌を攻撃した。428年（神䴥元年）、魏軍の糧食が乏しくなったため、臨淮公丘堆らが郡県で租を徴収していたところ、赫連昌の襲撃を受けて敗れた。これを機に赫連昌の勢いが再び強まってきたため、北魏の諸将はこれに苦しめられた。尉眷は侍御史の安頡とともにひそかに伏兵を布いて、赫連昌を迎え撃って捕らえた。功績により寧北将軍の号を受け、散騎常侍の位を加えられ、爵位は漁陽公に進んだ。
後に北燕に対して遠征して、1万騎を率いて先鋒をつとめ、2000戸あまりを降伏させた。まもなく仮節・侍中・都督豫洛二州及河内諸軍事・安南将軍・開府となり、虎牢に駐屯した。440年（太平真君元年）、張掖王禿髪保周が反乱を起こすと、尉眷は永昌王拓跋健らとともに軍を率いて反乱を討ち、禿髪保周を番禾で撃破した。禿髪保周が逃走すると、尉眷は騎兵を率いてこれを追撃し、禿髪保周を自殺に追いこんだ。尉眷は涼州に駐屯して、都督涼沙河三州諸軍事・安西将軍の任を加えられ、護羌戎校尉を兼ねた。敦煌鎮将に転じた。また吐谷渾を撃破して、3000人あまりを捕虜とした。
456年（太安2年）、軍を率いて伊吾を攻撃し、その城を陥落させ、大規模な略奪をおこなって凱旋した。457年（太安3年）1月、侍中・太尉に任じられ、爵位を漁陽王に進めた。太宰の常英らとともに評尚書事をつとめた。458年（太安4年）、文成帝が北巡したとき、寒雪が降りはじめたために帰還が議論されたが、尉眷は北方への示威を損なうとして反対した。さらなる前進を主張して帝に聞き入れられ、砂漠を縦断した後に帰還した。尉眷は元老として、杖をつき沓を履いて昇殿する特権が与えられた。463年（和平4年）5月、死去した。大将軍の位を追贈された。諡は荘といった。
子の尉多侯が爵位を嗣ぎ、西域や柔然に対する征戦で活躍して、征西大将軍に上ったが、477年（太和元年）に妻の元氏に殺害された。

## 伝記資料
- 『魏書』巻26 列伝第14
- 『北史』巻20 列伝第8